# Camping World Grand Prix at The Glen
Camping World Grand Prix at The Glen — этап IRL IndyCar на дорожной трассе Watkins Glen International в городе Уоткинс-Глен, США.

## История этапа

### Первые опыты
Гонка в Уоткинс-Глен была одним из первых соревнований серии CART при её создании в 1979 году. Первые два этапа прошли в начале августа, а третий был сдвинут на начало октября — на место отменённого Гран-при США Формулы-1. Впрочем и этап серии CART продержался лишь год — с 1982 года «чампкары» прекратили посещение трассы.
В 1979—1980 использовалась короткая (3,907 км) версия трассы (с шиканой Шектера). В 1981 году же была использована длинная версия трассы (5,435 км) — вместо шиканы Шектера была добавлена секция «Башмак».

### Новая жизнь
Этап вернулся как соревнование серии IRL IndyCar в 2005. Было принято решение использовать длинную версию трека (длиной 5.477 км). Та конфигурация включает в себя не только использованный ещё во время проведения Гран-при Формулы-1 участок «Башмак», но и построенную в 1992 году шикану «Inner Loop».
В первый год гонка прошла в традиционные сроки — в начале осени.
Затем гонка была сдвинута на следующий уик-энд после Indianapolis 500. Посещаемость той гонки оказалась заметно ниже планируемой. Также не повезло с погодой — в тот уик-энд в Уоткинс-Глене было прохладно и дождливо. На следующий год гонка была сдвинута на уик-энд дня независимости.
28 июня 2007 компания Camping World объявила о подписании четырёхлетнего контракта на титульное спонсорство этапа (в 2007—2010 годах).
Несмотря на то, что три первых Гран-при после возвращения прошли в три разных срока все их выиграл один пилот — Скотт Диксон из Новой Зеландии.

## Победители разных лет

### История этапов CART / IRL IndyCar
| Сезон                   | Дата             | Пилот-победитель | Шасси            | Двигатель        | Команда                | Гонка            |
| этапы серии CART        | этапы серии CART | этапы серии CART | этапы серии CART | этапы серии CART | этапы серии CART       | этапы серии CART |
| ----------------------- | ---------------- | ---------------- | ---------------- | ---------------- | ---------------------- | ---------------- |
| 1979                    | 5 августа        | Бобби Анзер      | Penske           | Cosworth         | Penske Racing          | Отчёт            |
| 1980                    | 3 августа        | Бобби Анзер      | Penske           | Cosworth         | Penske Racing          | Отчёт            |
| 1981                    | 4 октября        | Рик Мирз         | Penske           | Cosworth         | Penske Racing          | Отчёт            |
| этапы серии IRL IndyCar |                  |                  |                  |                  |                        |                  |
| 2005                    | 25 сентября      | Скотт Диксон     | Panoz            | Toyota           | Chip Ganassi Racing    | Отчёт            |
| 2006                    | 4 июня           | Скотт Диксон     | Panoz            | Honda            | Chip Ganassi Racing    | Отчёт            |
| 2007                    | 8 июля           | Скотт Диксон     | Dallara          | Honda            | Chip Ganassi Racing    | Отчёт            |
| 2008                    | 6 июля           | Райан Хантер-Рей | Dallara          | Honda            | Rahal Letterman Racing | Отчёт            |
| 2009                    | 5 июля           | Джастин Уилсон   | Dallara          | Honda            | Dale Coyne Racing      | Отчёт            |
| 2010                    | 4 июля           | Уилл Пауэр       | Dallara          | Honda            | Penske Racing          | Отчёт            |

### История этапов Формулы-Атлантик / Indy Pro / Indy Lights
| Сезон                        | Дата                   | Пилот-победитель       |
| этапы Формулы-Атлантик       | этапы Формулы-Атлантик | этапы Формулы-Атлантик |
| ---------------------------- | ---------------------- | ---------------------- |
| 1974                         | 4 октября              | Билл О'Коннор          |
| 1987                         | 5 июля                 | Кельвин Фиш            |
| 1989                         | 1 июля                 | Джоко Каннингем        |
| 1990                         | 1 июля                 | Брайан Тилл            |
| 1991                         | 29 июня                | Джимми Вассер          |
| 1992                         | 27 июня                | Расселл Спенс          |
| этапы Indy Pro / Indy Lights |                        |                        |
| 2005                         | 25 сентября            | Джефф Симмонс          |
| 2006                         | 4 июня                 | Бобби Уилсон           |
| 2007                         | 7 июля                 | Уэйд Каннингем         |
| 2007                         | 8 июля                 | Алекс Ллойд            |
| 2008                         | 5 июля                 | Рафаэл Матос           |
| 2008                         | 5 июля                 | Ричард Антинуччи       |
| 2009                         | 4 июля                 | Джей-Ар Хильдебранд    |
| 2010                         | 4 июля                 | Жан-Карл Верне         |